# Shota Arai
Shota Arai (新井 翔太 Arai Shota?, nacido el 7 de abril de 1985 en Saitama) es un exfutbolista japonés. Jugaba de centrocampista y su último club fue el Ehime FC de Japón.

## Trayectoria

### Clubes
| Club       | País  | Año         |
| ---------- | ----- | ----------- |
| Urawa Reds | Japón | 2004 - 2006 |
| Ehime FC   | Japón | 2007        |

## Palmarés

### Títulos nacionales
| Título             | Club       | País  | Año  |
| ------------------ | ---------- | ----- | ---- |
| Copa del Emperador | Urawa Reds | Japón | 2005 |
| J1 League          | Urawa Reds | Japón | 2006 |
| Copa del Emperador | Urawa Reds | Japón | 2006 |